# SS Camorta
El SS Camorta fue un buque de vapor de pasajeros con casco de hierro construido en Escocia en 1880 que se hundió en el delta del río Irawadi (Birmania) en 1902. En la catástrofe murieron más de 700 personas.
Durante sus 21 años de vida, el Camorta tuvo varios propietarios. Sin embargo, todos sus propietarios y operadores pertenecían o estaban controlados por la British India Steam Navigation Company (BI).

## Hundimiento

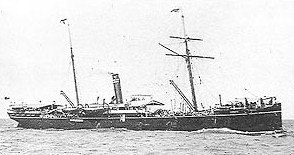
Camorta

En mayo de 1902, el Camorta navegaba de Madrás (actual Chennai), en la India, a Rangún (actual Yangon), en Birmania. El 6 de mayo, un ciclón lo hundió con todos sus tripulantes entre el Krishna Lightvessel y el arrecife de Alguada cuando cruzaba la llanura de Baragua en el golfo de Martaban.
Las fuentes cifran los muertos en 655 pasajeros y 82 tripulantes 650 pasajeros y 89 tripulantes o 781 en total. Una semana después de su pérdida, uno de sus botes salvavidas fue encontrado a la deriva en el mar en la posición 15°30′N 96°0′E / 15.500, 96.000. El 3 de junio se encontraron sus restos en aguas de 15 brazas (90 pies; 27 m) de profundidad.